# Królak
Królak, króliczek (Sylvilagus) – rodzaj ssaka z rodziny zającowatych (Leporidae).

## Rozmieszczenie geograficzne
Rodzaj obejmuje gatunki występujące w Kanadzie, Stanach Zjednoczonych, Meksyku, Belize, Gwatemali, Hondurasie, Salwadorze, Nikaragui, Kostaryce, Panamie, Kolumbii, Wenezueli, na Arubie, Curaçao, w Surinamie, Brazylii, Paragwaju, Argentynie, Boliwii, Peru i Ekwadorze.

## Morfologia
Długość ciała (bez ogona) 230–550 mm, długość ogona 10–74 mm, długość ucha 40–80 mm, długość tylnej stopy 67–113 mm; masa ciała 246–2700 g.

## Systematyka
Rodzaj zdefiniował w 1867 roku angielski zoolog John Edward Gray w artykule zatytułowanym Notatki dotyczące czaszek zajęcy (Leporidae) i szczekuszek (Lagomyidae) w Muzeum Brytyjskim, opublikowanym w czasopiśmie „The Annals and magazine of natural history”. Gray wymienił trzy gatunki – Lepus nanus von Schreber, 1789 (= Lepus americanus Erxleben, 1777), Lepus Bachmani Waterhouse, 1839 i Lepus artemesia Bachman, 1839 (= Lepus Nuttallii Bachman, 1837); gatunkiem typowym jest (późniejsze oznaczenie) Lepus sylvaticus Bachman, 1837 (= Lepus sylvaticus floridanus J.A. Allen, 1890) (królak florydzki).

### Etymologia
- Sylvilagus: łac. silva ‘las’; gr. λαγός lagos ‘zając’[14].
- Hydrolagus: gr. ὑδρο- hudro- ‘wodny-’, od ὑδωρ hudōr, ὑδατος hudatos ‘woda’; λαγoς lagos ‘zając’[15]. Gatunek typowy: Gray wymienił dwa gatunki – Lepus aquaticus Bachman, 1837 i Lepus palustris Bachman, 1837 – z których gatunkiem typowym jest (późniejsze oznaczenie) Lepus aquaticus Bachman, 1837.
- Tapeti: brazylijska nazwa tapeti dla królika[16]. Gatunek typowy (oznaczenie monotypowe): Lepus brasiliensis Linnaeus, 1758.
- Praotherium: gr. πραος praos ‘łagodny, delikatny’; θηριον thērion ‘dzike zwierzę’, od θηρ thēr, θηρος thēros ‘zwierzę’[17]. Gatunek typowy (oznaczenie monotypowe): Praotherium palatinum Cope, 1871 (nomen dubium).
- Limnolagus: gr. λιμνη limnē ‘bagno’; λαγoς lagos ‘zając’[18].
- Microlagus: gr. μικρος mikros ‘mały’; λαγoς lagos ‘zając’[19]. Gatunek typowy (oznaczenie monotypowe): Lepus cinerascens[c] J.A. Allen, 1890.
- Brachylagus: gr. βραχυς brakhus ‘krótki’; λαγoς lagos ‘zając’[20]. Gatunek typowy (oryginalne oznaczenie): Lepus idahoensis Merriam, 1891.
- Palaeotapeti: gr. παλαιος palaios ‘stary, antyczny’[21]; rodzaj Tapeti J.E. Gray, 1867. Gatunek typowy (oznaczenie monotypowe): Palaeotapeti jordani Spillmann, 1931 (species inquirenda).
- Paludilagus: łac. palus, paludis ‘bagno’[21]; λαγoς lagos ‘zając’[22]. Gatunek typowy (oryginalne oznaczenie): Lepus palustris Bachman, 1837.

### Podział systematyczny
Do rodzaju należą następujące występujące współcześnie gatunki:
| Grafika | Gatunek                   | Autor i rok opisu                                     | Nazwa zwyczajowa     | Podgatunki         | Rozmieszczenie geograficzne | Podstawowe wymiary                                 | Status IUCN |
| ------- | ------------------------- | ----------------------------------------------------- | -------------------- | ------------------ | --- | -------------------------------------------------- | ----------- |
|         | Sylvilagus idahoensis     | (C.H. Merriam, 1891)                                  | króliczek karłowaty  | gatunek monotypowy | endemit Stanów Zjednoczonych: większość Wielkiek=j Kotliny i bliskie obszary międzygórskie; reintrodukowany do zachodnio-środkowej części stanu Waszyngton; zakres wysokości: 1370–2135 m n.p.m.                                         | DC: 23–31 cm DO: 1,5–2,4 cm MC: 246–458 g          | LC          |
|         | Sylvilagus audubonii      | (S.F. Baird, 1858)                                    | królak pustynny      | 12 podgatunków     | zachodnie Stany Zjednoczone (na wschód aż do Wielkich Równin; zakres wysokości: do 1830 m n.p.m. | DC: 37–40 cm DO: 3,9–6 cm MC: 511–915 g            | LC          |
|         | Sylvilagus nuttallii      | (Bachman, 1837)                                       | królak górski        | 3 podgatunki       | południowo-zachodnia Kanada (południowa Kolumbia Brytyjska do południowego Saskatchewan) i zachodnie Stany Zjednoczone (na południe do Arizony i Nowego Meksyku; zakres wysokości: 1370–3540 m n.p.m.                                    | DC: 34–39 cm DO: 3–5,4 cm MC: 629–871 g            | LC          |
|         | Sylvilagus transitionalis | (Bangs, 1895)                                         | królak nowoangielski | gatunek monotypowy | endemit Stanów Zjednoczonych: przybrzeżne południowe Maine na południe do zachodniego i wschodniego Connecticut | DC: 39–43 cm DO: 2,2–6,5 cm MC: 0,8–1 kg           | VU          |
|         | Sylvilagus obscurus       | J.A. Chapman, Cramer, Deppenaar & T.J. Robinson, 1992 | królak appalachijski | gatunek monotypowy | endemit Stanów Zjednoczonych: rozłącznie w północnej Pensylwanii, na południe i zachód wzdłuż Appalachów do północnej Alabamy; zakres wysokości: 570–1300 m n.p.m.                                                                       | DC: 39–43 cm DO: 2,2–6,5 cm MC: 0,8–1 kg           | NT          |
|         | Sylvilagus bachmani       | (Waterhouse, 1839)                                    | królak zaroślowy     | 14 podgatunków     | zachodnie Stany Zjednoczone (Oregon i Kalifornia) i północno-zachodni Meksyk (Półwysep Kalifornijski wraz z wyspami Cedros i San José; zakres wysokości: 0–2070 m n.p.m.                                                                 | DC: 30–37 cm DO: 1–4,4 cm MC: 511–915 g            | LC          |
|         | Sylvilagus aquaticus      | (Bachman, 1837)                                       | królak bagienny      | 2 podgatunki       | endemit Stanów Zjednoczonych: wschodni Teksas na wschód do zachodniej Karoliny Północnej, na północ do południowo-wschodniego Kansas, południowej Missouri i południowego Illinois                                                       | DC: 45–55 cm DO: 5–7,4 cm MC: 1,6–2,7 kg           | LC          |
|         | Sylvilagus palustris      | (Bachman, 1837)                                       | królak błotny        | 3 podgatunki       | endemit Stanów Zjednoczonych (południowo-wschodnia Wirginia do południowej Alabamy i półwyspu Floryda wraz z Florida Keys; zakres wysokości: 0–150 m n.p.m.                                                                              | DC: 43–44 cm DO: 3,3–3,9 cm MC: 1–1,6 kg           | LC          |
|         | Sylvilagus cunicularius   | (H. Lichtenstein, 1830)                               | królak króliczy      | 3 podgatunki       | endemit Meksyku: południowa Sinaloa i południowo-zahodnie Durango na południe i południowy wschód do południowo-wschodniego Hidalgo, zachodnio-środkowego Veracruz i Oaxacy; zakres wysokości: 0–3400 m n.p.m.                           | DC: 49–52 cm DO: 5,4–6,8 cm MC: 1,8–2,3 kg         | LC          |
|         | Sylvilagus graysoni       | (J.A. Allen, 1877)                                    | królak zatokowy      | gatunek monotypowy | endemit Meksyku: wyspa Marias u wybrzeży Nayarit; zakres wysokości: 0–350 m n.p.m. | DC: 44–47 cm DO: 3,3–5 cm MC: brak danych          | EN          |
|         | Sylvilagus holzneri       | (Mearns, 1896)                                        |                      | 3 podgatunki       | Stany Zjednoczone (Arizona, Nowy Meksyk i zachodni Teksas) na południe do Meksyku wzdłuż Sierra Madre Zachodniej w Sonorze, Chihuahuy, Sinaloi i Durango, a także Sierra Madre Wschodnia w północnej Coahuili                            | DC: 38–46 cm DO: 4,7–6,7 cm MC: 0,9–1,8 kg         | NE          |
|         | Sylvilagus floridanus     | (J.A. Allen, 1890)                                    | królak florydzki     | 15 gatunków        | południowa Kanada, południowo-zachodnie i wschodnie Stany Zjednoczone (głównie na wschód od Gór SKalistych), Meksyk, Gwatemala, Salwador, Kolumbia i Wenezuela (wraz z przybrzeżnymi wyspami)                                            | DC: 40–48 cm DO: 2,5–6,1 cm MC: 0,8–1,5 kg         | LC          |
|         | Sylvilagus hondurensis    | E.A. Goldman, 1932                                    |                      | gatunek monotypowy | południowo-zachodni i południowy Honduras, północno-zachodnia i środkowa Nikaragua oraz północno-zachodnia Kostaryka | DC: około 39 cm DO: około 4,1 cm MC: brak danych   | NE          |
|         | Sylvilagus yucatanicus    | (G.S. Miller, 1899)                                   |                      | gatunek monotypowy | endemit Meksyku: północno-zachodni półwysep Jukatan | DC: 36,7–39,6 cm DO: 3,3–3,4 cm MC: brak danych    | NE          |
|         | Sylvilagus varynaensis    | Durant & M.A. Guevara, 2001                           | królak wenezuelski   | gatunek monotypowy | endemit Wenezueli: niziny Barians, Portuguesa i Guárico | DC: 42–45 cm DO: 2,1–2,7 cm MC: 1,5–1,8 kg         | DD          |
|         | Sylvilagus insonus        | (E.W. Nelson, 1904)                                   | królak samotniczy    | gatunek monotypowy | endmeit Meksyku: stanowy park ekologiczny Omiltemi, Sierra Madre Południowa, (środkowe Guerrero; zakres wysokości: 2135–5280 m n.p.m. | DC: 43–50 cm DO: 4–4,5 cm MC: 800–950 g            | DD          |
|         | Sylvilagus dicei          | W.P. Harris, 1932                                     | królak panamski      | gatunek monotypowy | Cordillera de Talamanca (południowo-środkowa Kostaryka i zachodnia Panama); zakres wysokości: 1220–3535 m n.p.m. | DC: 39–45 cm DO: 1,5–2,9 cm MC: brak danych        | VU          |
|         | Sylvilagus gabbi          | (J.A. Allen, 1877)                                    |                      | 2 podgatunki       | południowy i południowo-wschodni Meksyk, południowe Belize, Gwatemala, północny i wschodni Honduras, północno i wschodnia Nikaragua, północno-wschodnia, wschodnia i południowa Kostaryka oraz Panama; zakres wysokości: 0–1525 m n.p.m. | DC: 38–39 cm DO: około 2,1 cm MC: 500–950 g        | LC          |
|         | Sylvilagus incitatus      | (Bangs, 1901)                                         |                      | gatunek monotypowy | endemit Panamy: Isla del Rey w Zatoce Panamskiej | DC: około 42 cm DO: około 20 cm MC: brak danych    | NE          |
|         | Sylvilagus brasiliensis   | (Linnaeus, 1758)                                      | królak brazylijski   | 6 podgatunków      | Ameryka Południowa w Kolumbii, Ekwadorze, Peru, Wenezueli, regionie Gujana, Brazylii, Boliwii, Paragwaju i północna Argentynie; zakres wysokości: 0–4500 m n.p.m.                                                                        | DC: 38–42 cm DO: 2–2,1 cm MC: 500–950 g            | EN          |
|         | Sylvilagus andinus        | (J.A. Allen, 1912)                                    |                      | gatunek monotypowy | od południowej Wenezueli przez Kolumbię, Ekwador do Peru; zakres wysokości: 2500–4800 m n.p.m. | DC: 33–44 cm DO: 1–2,1 cm MC: brak danych          | DD          |
|         | Sylvilagus apollinaris    | O. Thomas, 1920                                       |                      | gatunek monotypowy | endemit Kolumbii: obszar Bogoty; zakres wysokości: 1263–3000 m n.p.m. | DC: brak danych DO: brak danych MC: brak danych    | NE          |
|         | Sylvilagus daulensis      | J.A. Allen, 1914                                      |                      | gatunek monotypowy | emdemit Ekwadoru: zachodnia część | DC: około 35 cm DO: brak danych MC: brak danych    | NE          |
|         | Sylvilagus fulvescens     | J.A. Allen, 1912                                      |                      | gatunek monotypowy | endemit Kolumbii; Cauca; zakres wysokości: 1700–3500 m n.p.m. | DC: około 32,8 cm DO: około 2 cm MC: brak danych   | NE          |
|         | Sylvilagus nicefori       | O. Thomas, 1921                                       |                      | gatunek monotypowy | endemit Kolumbii: środkowe Andy | DC: około 42 cm DO: około 5 cm MC: brak danych     | NE          |
|         | Sylvilagus parentum       | Ruedas, 2017                                          |                      | gatunek monotypowy | endemit Surinamu: niziny w zachodniej części; zakres wysokości: 100–120 m n.p.m. | DC: około 39 cm DO: około 2,5 cm MC: około 1,4 kg  | NE          |
|         | Sylvilagus salentus       | J.A. Allen, 1913                                      |                      | gatunek monotypowy | endemit Kolumbii; w pobliżu Salento | DC: około 34 cm DO: około 1,2 cm MC: brak danych   | NE          |
|         | Sylvilagus sanctaemartae  | Hershkovitz, 1950                                     |                      | gatunek monotypowy | endemit Kolumbii: północna część | DC: 30,8–38,5 cm DO: 2,5–3,5 cm MC: brak danych    | DD          |
|         | Sylvilagus surdaster      | O. Thomas, 1901                                       |                      | gatunek monotypowy | endemit Ekwadoru: Esmeraldas | DC: około 38,8 cm DO: około 1,2 cm MC: brak danych | NE          |
|         | Sylvilagus tapetillus     | O. Thomas, 1897                                       |                      | gatunek monotypowy | endemit Brazylii: Rio de Jenairo i Rio Grande do Sul; zakres wysokości: 375–525 m n.p.m. | DC: 31–39 cm DO: około 1,7 cm MC: brak danych      | VU          |

Kategorie IUCN:  LC  – gatunek najmniejszej troski,  NT  – gatunek bliski zagrożenia,  VU  – gatunek narażony,  EN  – gatunek zagrożony,  DD  – gatunki o nieokreślonym stopniu zagrożenia;  NE  – gatunki niepoddane jeszcze ocenie.
Opisano również gatunki wymarłe:
- Sylvilagus coloradoensis (Ramos, 1999)[42] (Stany Zjednoczone; plejstocen)
- Sylvilagus hibbardi J.A. White, 1984[43] (Stany Zjednoczone; pliocen)
- Sylvilagus leonensis Cushing, 1945[44] (Meksyk; plejstocen)
- Sylvilagus palustrellus Gazin, 1950[45] (Stany Zjednoczone; plejstocen)
- Sylvilagus webbi J.A. White, 1991[46] (Stany Zjednoczone; pliocen/plejstocen).